# Aristida laxa
Aristida laxa är en gräsart som beskrevs av Antonio José Cavanilles. Aristida laxa ingår i släktet Aristida och familjen gräs. Inga underarter finns listade i Catalogue of Life.